# Закон Петелія — Папірія
Закон Петелія та Папірія  (лат. Lex Poetelia Papiria) — це закон, прийнятий у Стародавньому Римі, він скасовував договірну форму Nexum, або боргову кабалу. Лівій датує закон 326 роком до н. е., під час третього консульства Гая Поетелія Лібо Візола, але Варрон датує закон 313 роком до н. е., під час диктатури сина Поетелія. названий на честь консулів Гая Поетелія Лібона Візола та Луція Папірія Курсора.

## Передумови та наслідок
Передумовами слугували повстання плебеїв. Але останньою краплею для прийняття закону стала історія юнака Гая Публія, який віддав себе у рабство Луціо Папіріо через борг свого батька.
|             | (1) У цьому році [326 р.] простий народ немов заново знайшов свободу, тому що боржників перестали віддавати в кабалу. Приводом до зміни законодавства послужило поєднання в одному лихварі розпусності з винятковою жорстокістю; (2) звали його Луцій Папірій. Коли Гай Публілій віддав йому себе в рабство за батьківські борги, то молодість юнака і його краса викликали в господаря не співчуття, а бажання зганьбити юнака. (3) Він вважав, до речі, що юність хлопця була доплатою до боргу, і спочатку спробував спокусити юнака непристойними речами, а потім, побачивши його презирство до розпусти і глухоту до всіх умовлянь, став погрожувати, залякувати, щоразу згадуючи про його жалюгідну долю; (4) нарешті зрозумівши, що юнак не стільки думає про теперішню свою долю, скільки про те, що він був вільнонародженим та лихварем, Папірій наказав роздягнути його і висікти. (5) Коли пошматований різками юнак вирвався на вулицю, звинувачуючи лихваря в розпусті і жорстокості, то на форумі (6) зібрався величезний натовп народу, що був повний обурення низьким злочином Папірія. Крім цього, народ був сповнений тривоги за свою долю і долю своїх дітей. Звідти натовп повалив у курію. (7) Коли раптове хвилювання народу змусило консулів скликати сенат, кожному батькові, при вході в курію, люди кидалися в ноги і показували на посмуговану спину хлопця. (8) В той день мерзенне нехтування правами однієї людини призвело до падіння кайданів боргової кабали і консули отримали наказ винести на народні збори закон, що дозволяє тримати в колодках або кайданах, аж до сплати боргу , тільки тих, хто заслужив покарання за заподіяний збиток. |
| — Тит Лівій | |

В той день в результаті надмірного насильства були знищені ланцюги кабали. Консулам було наказано запропонувати народу закон, який би заборонив утримувати когось в колодках чи оковах, окрім злочинців. Таким чином, згідно з новим законом, доки боржника не буде притягнуто до відповідальності, за борги повинна відповідати власність боржника, а не його тіло.

## Суть закону Петелія та Папірія
Закон Петелія та Папірія (лат. Lex Poetelia Papiria) пом'якшував міри примусового стягнення (Nexum): заборонив вбивати, продавати в рабство, тримати в кайданах і в домашніх в'язницях неоплатних боржників, поки вони не відпрацюють борг (як це дозволялося Законами XII таблиць). Продати боржника у рабство тепер можна було виключно за вироком суду присяжних. Закон надавав боржнику право зберегти особисту свободу за допомогою відпущення кредитору свого майна, причому боржник зобов'язаний був присягатися про свою неспроможність. Закон став дійсно принципово важливим, і ознаменував так званий «початок нової свободи плебеїв».
|             | За взяті в борг гроші відповідає майно боржника, але не його тіло. Так звільнили від кабали боржників і заборонили надалі їх кабалити. |
| — Тит Лівій | |

Суб'єктами зобов'язальних відносин завжди є конкретно визначені особи, які іменуються сторонами зобов'язання. Зобов'язання є відношенням, розрахованим на майбутнє. Як правило, в момент його виникнення сторони не вчиняють жодних дій щодо виконання зобов'язання. Уповноважена особа лише покладається на обіцянку іншої виконати свій обов'язок у майбутньому. Іншими словами, одна сторона зобов'язання виражає довіру іншій, покладаючись на її довіру іншій, покладаючись на її добропорядність і добросовісність. З моменту виникнення зобов'язання, уповноважена особа набуває право вимагати від зобов'язаної особи вчинити певну дію (утриматися від вчинення певної дії). У зобов'язанні сторона, яка має право вимоги, називається кредитором (лат. credo - вірю), а сторона, на якій лежить обов'язок виконати вимогу кредитора (борг) (лат. debitor - боржник). Як правило, кожна зі сторін зобов'язання представлена однією особою, але кількість кредиторів та (або) боржників може бути та більшою. Наприклад, якщо неподільна річ (лат. res indivisibiles) у процесі спадкування переходить у спільну власність (лат. communion) двох братів, то всі договори щодо цієї речі укладаються ними спільно. При наявності декількох осіб хоча б на одній зі сторін у зобов'язанні. Множинність осіб може існувати на стороні кредитора(активна множинність), на стороні боржника(пасивна множинність), на обох сторонах(змішана множинність). Залежно від розподілу прав чи обов'язків відповідно між співкредиторами або співборжниками розрізняють часткові та солідарні зобов'язання(лат. res divisibiles). Зобов'язання зі множинністю осіб вважається частковим, якщо інше не встановлено законом або договором. У солідарному зобов'язанні кожний із кредиторів має право вимагати від боржника виконання у повному обсязі, а кожний із боржників зобов'язаний виконати обов'язок повною мірою. При цьому, пред'явлення позову до одного (співборжника) не звільняє іншого.

## Проведення закону
Провів закон Гай Петелій Лібон Візол, який два рази обирався консулом у 346 р. до н. е. та у 326 р. до н. е. І під час другого консульства він провів закон Петелія та Папірія (лат. Lex Poetelia Papiria). Таким чином у боржника з'явилася можливість зберігати власну свободу. І фактично цей закон означав майже повне скасування для громадян боргового рабства. 